# Yao Wenyuan
Yao Wenyuan (姚文元S, Yáo WényuánP, Yáo Wén-yüánW; Zhuji, 12 gennaio 1931 – Shanghai, 23 dicembre 2005) è stato un politico cinese.

## Biografia
Attivo a partire dagli anni cinquanta come giornalista e critico letterario, fu tra i più arditi propugnatori della Rivoluzione culturale cinese – fu infatti un suo articolo, La destituzione di Hai Rui, a darle il via – e dagli anni settanta divenne membro del Partito Comunista. Nel 1976 fu arrestato perché componente della cosiddetta "Banda dei Quattro" (四人幫T, 四人帮S, Sì rén bāngP) e condannato a 20 anni di reclusione nel 1980.